# Мокрушин, Сергей Григорьевич
Сергей Григорьевич Мокрушин  (14 октября 1896, Екатеринбург, Пермская губерния — 18 января 1986, Свердловск или РСФСР) — советский учёный и педагог в области физикохимии, доктор химических наук (1936), профессор (1933). Заслуженный деятель науки и техники РСФСР (1967).

## Биография
Родился 14 октября 1896 года в Екатеринбурге.
С 1914 по 1919 годы обучался на химическом факультете Иваново-Вознесенского политехнического института. С 1919 по 1920 годы занимался педагогической деятельностью в этом институте.
С 1920 года начал свою педагогическую деятельность в Уральском государственном университете: с 1920 по 1925 и с 1936 по 1947 годы работал — ассистентом, старшим преподавателем, доцентом и профессором химического факультета. Одновременно с 1926 года начал свою педагогическую деятельность в Уральском политехническом институте: с 1926 по 1934 годы — заведующий кафедрой общей химии, одновременно с 1927 по 1929 годы — заместитель декана и с 1930 по 1937 годы — декан химико-технологического факультета. С 1932 по 1971 годы в течение почти сорока лет был заведующим кафедрой физической и коллоидной химии Уральского политехнического института.
В 1936 году защитил диссертацию на соискание учёной степени — доктора химических наук. В 1933 году присвоено учёное звание — профессора.
С. Г. Мокрушин занимался научной деятельностью в области физикохимии поверхностных явлений и коллоидной химии, был одним из основателей Уральской химико-коллоидной школы. Им было написано более сто восьмидесяти восьми научных трудов и подготовлено два доктора и двадцать три кандидата наук.
Помимо основной деятельности занимался и общественно-политической работой: с 1937 по 1950 годы был заместителем председателя и председателем Свердловской окружной избирательной комиссии, с 1936 по 1939 годы избирался депутатом Свердловского городского Совета депутатов трудящихся, с 1934 по 1943 годы являлся — председателем Свердловского отделения Всесоюзного химического общества имени Д. И. Менделеева.
В 1967 году Указом Президиума Верховного Совета РСФСР «За заслуги в научной деятельности» был удостоен почётного звания «Заслуженный деятель науки и техники РСФСР».
Скончался 18 января 1986 года в Свердловске. Похоронен на Широкореченском кладбище.

## Награды
- Орден Ленина
- Два Ордена «Знак Почёта»

### Звания
- Заслуженный деятель науки и техники РСФСР (1967)

### Другие награды
- Почётная грамота Президиума Верховного Совета РСФСР (1970)